# جودت الهاشمي
جودت الهاشمي (1887 - 1955) مدرس ومربٍّ سوري من أصل جزائري، وأحد أهمّ أعلام العلم والتربية في تاريخ دمشق.
اسمه عند الولادة أحمد الحسني الجزائري وعُرف بـ (جودة الهاشمي).

## أسرته
ينحدر الأستاذ الهاشمي من أبوين جزائريين، فقد نزح والداه خلال ثورة الجزائر في العام 1867، وفي دمشق رزقا عدداً من الأولاد بينهم أحمد الذي ولد في عام 1887.

## دراسته
التحق في سن مبكرة بكتاب الشيخ سعيد الشريف الذي كان يعادل المدرسة الابتدائية، وظهر تفوقه لدى أستاذه الشيخ سعيد فنصح والده بإرساله إلى استانبول ليكمل دراسته، غير أن وضع والده المادي لم يكن يساعد على ذلك، فاصطحبه أستاذه مع عدد من الطلاب المتفوقين إلى استانبول وهناك خصص بمقعد داخلي في دار الشفقة عام 1899. كان يومئذ في الثانية عشرة من العمر، حين لمس أساتذته تفوقه، فعدلوا اسمه وجعلوه (أحمد جودة) تعبيراً عن إعجابهم وقد عرف فيما بعد باسم جودة، كما هو مسجل في سجله المدني. ونظرا لتفوقه على جميع الطلاب الأتراك والغرباء الوافدين من كل أنحاء الدولة العثمانية، أوفدته الدولة العثمانية إلى فرنسا ليكمل دراسته الجامعية في الرياضيات التي تحصل فيها على الليسانس عام 1913.

## سيرته المهنية
حين عاد إلى استانبول خيّرته الدولة بين العمل في تركيا مدرساً للرياضيات، أو في إحدى البلاد العربية، فطلب العودة إلى دمشق، وذلك رغم كل المغريات التي عرضت عليه لتدريس الرياضيات في إستانبول. وتجاه إصراره على رفض البقاء في تركيا، رأت السلطة أن تعينه في غير دمشق، فعينته في بيروت في مدرسة المقاصد الخيرية ودرّس فيها سنة، ثم نقلته إلى القدس ليعمل في المدرسة الصلاحية.
بعد خروج العثمانيين من سورية عام 1918، عاد إلى دمشق وعُيّن أستاذاً للعلوم الرياضية في  مكتب عنبر الذي كان المكان الوحيد الذي يدرس التعليم الثانوي في دمشق. ثم عين مديراً لمكتب عنبر، إضافة إلى تدريسه الرياضيات. وخلالها سعى لدى الدولة السورية  من أجل إنشاء مدرسة أنموذجية ثانوية، فتكللت مساعيه بالنجاح، فكان إنشاء مدرسة التجهيز الأولى، التي أسندت إليه إدارتها، إضافة إلى تدريسه الرياضيات فيها.
وهي الثانوية الكبرى، التي أطلق عليها اسمه بعد رحيله في العام 1955، ولا تزال تحمل اسمه في قلب العاصمة دمشق.

## مناصب تقلدها
تقلب الأستاذ جودة الهاشمي بعد ذلك في مناصب عدة، منها مدير التعليم الابتدائي، ثم عين مديراً للتعليم الثانوي، ثم أميناً عاماً لوزارة المعارف، وأحيل بعد ذلك إلى التقاعد، بعد أن بلغ السن القانونية.
وتكريما لعطاءاته منح وسام الاستحقاق السوري من الدرجة الأولى في العام 1949.

## مواقفه الوطنية

### تعريب المناهج
قام الأستاذ الهاشمي بتأليف عدد من الكتب في الرياضيات بكل فروعها.. والدافع إلى ذلك أن المستشار الفرنسي في أيام الانتداب، كان يحاول فرض تدريس الرياضيات باللغة الفرنسية بزعم أنه لا توجد في العربية اصطلاحات كافية، تمهيدا لفرض تدريس جميع مواد التعليم باللغة الفرنسية، وقد تعاون الأستاذ الهاشمي مع عدد من الأساتذة، للوقوف في وجه هذا التيار المدمر، وأخذ على عاتقه ما يتعلق بالرياضيات. وقد انصرف إلى دراسة الاصطلاحات التي استعملها العرب في العصور القديمة، فاستقى منها ما استطاع، وعرّب ما استحدث فيما بعد من تعابير. وأصدر سلسلة من كتب الرياضيات لكل الصفوف الثانوية، فكانت كتبه نواة لكتب الرياضيات التي صدرت فيما بعد.

### الثورة السورية
خلال الثورة السورية في العام 1925 لجأ الثوار إلى مدرسة التجهيز فاستضافهم وكرس وقته لرعايتهم وتقديم الحماية لهم، فما كان يبثه من روح وطنية بين طلابه عليه ان يترجمه بالعمل والفعل.

### العروبة
خلال دراسته في فرنسا وقبلها في استانبول، اتصل بدعاة القضية العربية، وأسهم معهم في وضع اللبنة الأولى للقومية العربية. ولم ينس، وهو في دمشق، واجبه نحو دول شمال إفريقيا، فعمل جاهدا من أجل حريتها.. وقد شارك مع إخوانه المهجّرين في تأسيس <<جمعية الدفاع عن المغرب العربي>>.
كما قام بتأسيس جمعية خيرية لمساعدة النازحين من الأقطار العربية، أطلق عليها اسم جمعية المقاصد الخيرية المغربية في العام 1928.

## قيل عنه
إنه  كان قصير القامة، كثير الهيبة، عميق الجد، وافر الوقار، قليل الكلام، نادر الابتسام، صادق الوطنية ، باراً بأبنائه الطلاب، رحيماً بهم. علم الرياضيات سنين طويلة في مكتب عنبر، فكان آلاف الرياضيين من  حصاد غرسه. كان إذا دخل الصف، ساده صمت شامل، فلا حركة ولا نأمة، حتى يقرع الجرس... كانت هيبته وحدها كفيلة بحفظ النظام، ولم يعرف عنه أنه عاقب طالباً، لأن النظام قائم، ولا يوجد داع للعقوبة، لأن المقصر في الدرس يعاقب آخر السنة بالرسوب.